# Nordiska rikspartiet
Nordiska rikspartiet (NRP) var ett nazistiskt politiskt parti i Sverige, bildat år 1956 som Sveriges nationalsocialistiska kampförbund och nedlagt 31 december 2009. Grundare var Göran Assar Oredsson som till slutet ledde partiet, med undantag för åren 1975–1978 då hans fru Vera Oredsson ledde partiet. Hon blev då Sveriges andra kvinnliga partiledare efter Asta Gustafsson för Fria samhällspartiet 1974. Partiets symbol var ett solkors.
Partiet gav ut tidskrifterna Nordisk Kamp, NRP:s Bulletin och Solhjulet. Sedan slutet av 2003 till 2010 övertog Solhjulet (tidigare en sporadiskt utkommande tidskrift för ideologisk skolning)  den roll som Nordisk Kamp och bulletinen hade, med diverse artiklar som till viss del publiceras på partiets webbplats.
Nordiska rikspartiet hade även ett försök till motsvarighet till det tyska SA: Riksaktionsgruppen (RAG). RAG återuppstod 2009 och lades ner 2010. NRP stödde den nazistiska organisationen Legion Wasa. Göran Oredsson var med på Rikshushållarnas vallista till riksdagsvalet 2002 och erhöll sammanlagt 17 röster.
Symboler: Svart solhjul på röd botten. Solros i gult och brunt på blå botten. RAG hade odalrunan i rött på svart botten.
I december 2009 meddelade partiledare Göran Oredsson att NRP skulle upphöra vid årsskiftet. Anledningen var sjukdom och ålder. Efter partiets upphörande gavs tidningen Solhjulet ut en tid som en oberoende nazistisk tidning med Göran Oredsson som redaktör. Efter Göran Oredssons död fick Nordiska nationalsocialister överta Nordiska Rikspartiets program, och flera av NRP:s veteraner anslöt sig till den nya organisationen.

## Politik
Partiet vände sig, enligt egen utsago, till "alla nationellt och socialt svenskar, oavsett kön, ålder och samhällsställning". NRP:s tre grundpunkter i sitt partiprogram var nationalism, socialism och frihet.
- Nationalism: Enligt den politik som NRP förespråkade så hade varje folk rätt till sitt eget land. NRP förespråkade fred mellan nationer för de olika kulturernas säkerhet och bevarande.[källa behövs]
- Socialism: NRP ansåg att motsatsen till marxismens klassindelning hette "folkgemenskap". Med detta menades att NRP istället ansåg att klasskampen inte är en prioriterad fråga, utan att "i folkgemenskapen är du lika mycket värd och behövd om du så är kontorist, lantbrukare, direktör eller renhållningsarbetare".[källa behövs] Folkgemenskapen skulle på så vis byggas upp genom att man erkände folkslaget som en gemensam faktor och belyste det gemensamma som delas. På så vis kunde NRP:s "folkgemenskap" uppstå och klasskampen ansågs därför inte nödvändig, enligt partiet, för byggandet av en nationalistisk stat.
- Fred: NRP sade själva att de var emot både internationell imperialism och EU (liksom EMU). De ville verka för "ett europeiskt samarbete, som inte bara tryggar stabilitet och fred, utan även värnar om de kulturella särarterna".[källa behövs] De sade att de tar avstånd från våld och terror.

## Medlemsantal
NRP själva uppgav att de fick 6 000 röster i andrakammarvalet 1964 och 11 500 röster i andrakammarvalet 1968. Dessa siffror bedöms som grovt överdrivna av nazistforskaren Heléne Lööw som uppger att NRP i riksdagsvalet 1985 fick 468 röster (ett mer realistiskt mått på NRP:s väljarbas).
Vid riksdagsvalet 1982 fick partiet 113 röster och 1991 163 röster. På internatskolan Sigtunaskolan Humanistiska Läroverket fick partiet 10,6 % av rösterna i skolvalet 1976.
Medlemsantalet genom åren är inte känt. Göran Assar Oredsson uppgav 1960 att antalet medlemmar var 5 000 personer, men enligt polisens bedömning var det verkliga antalet 50 medlemmar. Antalet medlemmar och klart uttalade sympatisörer anses 1980 ha uppgått till 1 000 personer. I en intervju har Vera Oredsson berättat att alla listor på medlemmar och sympatisörer eldades upp i mitten av 2001.

## Riksaktionsgruppen
Riksaktionsgruppen (RAG) var del av Nordiska rikspartiets organisation och var tänkt att agera "stormavdelning" ifall partiet skulle fått tillräckligt många sympatisörer. Organisationen dök upp under enstaka tillfällen under 1970- och 1980-talen då NRP lyckades samla tillräckligt mycket ungdomar i exempelvis Göteborg och Stockholm. Medlemmar i RAG begick flera grova brott, bland annat mot privatpersoner som var motståndare till rasism. RAG var i många år en vilande organisation men 2009 då Nordiska Rikspartiet blev det enda nazistiska partiet i Sverige återuppstod RAG.